# Holly Holm
Holly Rene Holm (Albuquerque, Nuevo México; 17 de octubre de 1981) es un artista marcial mixta estadounidense que actualmente compite en la categoría de peso gallo femenino en Ultimate Fighting Championship, donde ha sido campeona en una ocasión. Holm también ha sido boxeadora y kickboxer. Durante su carrera en el boxeo, Holm ha defendido sus títulos 18 veces en tres categorías diferentes. Actualmente, Holm se encuentra como la peso gallo femenino #6 en los rankings oficiales de UFC.

## Primeros años
Holm nació en Albuquerque, Nuevo México, y es la menor de tres hermanos. Su padre, Roger, es un predicador de la Iglesia de Cristo -como luchadora, Holly recibiría más tarde el apodo de «La Hija del Predicador»- y su madre, Tammy, es masajista. Holm es principalmente de ascendencia irlandesa.
Cuando crecía, Holm jugaba al fútbol y participaba en gimnasia, natación y buceo. Sus padres se divorciaron poco antes de que se graduara en el instituto Manzano en 2000; tras su graduación, estudió un año en la Universidad de Nuevo México.

## Carrera en boxeo profesional
Holm ha mantenido varios títulos de peso welter en boxeo, ha sido altamente considerada como una de las mejores welter femeninas del mundo y es considerada entre las mejores de todos los tiempos por algunos. También ha sido nombrada Peleadora del año de Ring Magazine dos veces consecutivas en 2005 y 2006. Es muy popular en su ciudad natal de Albuquerque, donde ha peleado en casi todas sus peleas, con solo una pelea fuera de su estado natal de Nuevo México.
En junio de 2008 se convirtió en la campeona indiscutida de peso welter y poseedora de cinturones de 140 a 154 libras al vencer a la ex campeona Mary Jo Sanders por decisión. Tuvieron una revancha el 17 de octubre de 2008 en el Palace of Auburn Hills en los suburbios de Detroit, que terminó en empate.
El 2 de diciembre de 2011, Holm se enfrentó a la noqueadora Anne Sophie Mathis de Francia por los títulos vacantes de peso welter de la IBA y WBAN. Holm fue duramente golpeada por la más fuerte Mathis sin que el árbitro intervenga, llegando incluso a caer a la lona sin contarle. Finalmente perdió por nocaut en el séptimo asalto, lo que sería considerado la sorpresa del año en el boxeo femenino. Las dos pelearon nuevamente el 15 de junio de 2012 por los títulos de peso welter WBF femenino, IBA femenino y WBAN de Mathis. Holm ganó por decisión unánime, convirtiéndose en la nueva campeona y vengando su derrota por KO anterior.

## Carrera en artes marciales mixtas

### Ultimate Fighting Championship
El 10 de julio de 2014, se anunció que Holm había firmado un contrato con UFC, concretamente de cinco peleas.
En su debut en UFC, Holm se enfrentó a Raquel Pennington el 28 de febrero de 2015 en UFC 184. Holm ganó la pelea por decisión dividida.
Holm se enfrentó a Marion Reneau el 15 de julio de 2015 en UFC Fight Night 71. Holm ganó la pelea por decisión unánime.

#### Campeonato de peso gallo
El 15 de noviembre de 2015, Holm se enfrentó a la invicta y campeona Ronda Rousey por el campeonato de peso gallo en UFC 193. Holm ganó la pelea por nocaut en la segunda ronda, ganando así el campeonato y el premio a la Actuación de la Noche. Tras el evento, ambas peleadoras ganaron el premio a la Pelea de la Noche.
En su primera defensa del título, el 5 de marzo de 2016, Holm se enfrentó a Miesha Tate en UFC 196. Holm perdió la pelea por sumisión técnica en la quinta ronda, perdiendo así el campeonato y el invicto.
Holm se enfrentó a Valentina Shevchenko el 23 de julio de 2016 en el UFC on Fox 20. Perdió el combate por decisión unánime.

#### Pelea por el combate de peso pluma
Holm se enfrentó a Germaine de Randamie por el Campeonato inaugural de peso pluma femenino el 11 de febrero de 2017 en el UFC 208. Perdió la pelea por decisión unánime. Al final de la segunda y tercera ronda, De Randamie continuó lanzando golpes después de que sonara la bocina. El primero de esos golpes fue una mano derecha que visiblemente tambaleaba a Holm, quien ya había dejado de pelear. El árbitro, sin embargo, no le restó punto en ninguna de las ocasiones, lo que afectó el resultado de la pelea y generó críticas del presidente de UFC, Dana White. De los medios que informaron sobre la pelea, 14 de los 23 medios anotaron la pelea a favor de Holm. Después de la pelea, De Randamie declaró que los golpes después de la bocina no fueron intencionales.  En cambio, Holm declaró que creía que los golpes de De Randamie después de la bocina eran intencionales.

#### Post campeonato
Holm regresó a la división de peso gallo después de perder la pelea por el título de peso pluma. Holm se enfrentó a Bethe Correia en el UFC Fight Night: Holm vs. Correia el 17 de junio de 2017 en Singapur. Ganó la pelea por nocaut en el tercer asalto a través de una patada en la cabeza. Después del combate, recibió el premio a la Actuación de la Noche.
En un regreso a la división de peso pluma femenino, Holm desafió a Cris Cyborg por el Campeonato de Peso Pluma de Mujeres de UFC el 30 de diciembre de 2017 en el evento principal de UFC 219. Perdió la pelea por decisión unánime. Tras el combate, recibió el premio a la Pelea de la Noche.
Holm se enfrentó a Megan Anderson el 9 de junio de 2018 en el UFC 225. Ganó la pelea por decisión unánime.
Se esperaba que Holm enfrentara a Aspen Ladd en una pelea de peso gallo el 2 de marzo de 2019 en el UFC 235. Sin embargo, el 31 de enero de 2019 se informó que el combate ya no se iba a llevar a cabo en el evento.
El 20 de marzo, se informó que Holm firmó un nuevo contrato de 6 peleas con el UFC.
El 6 de julio de 2019 se enfrentó a Amanda Nunes en el UFC 239 por el Campeonato UFC de peso gallo. Perdió la pelea por TKO en el primer asalto.
Holm se enfrentó a Raquel Pennington en el evento UFC 246, el 18 de enero de 2020. Ganó el combate por decisión unánime con los puntajes 29–28, 30–27, 30–27 a su favor.
Holm se enfrentó a la mexicana Irene Aldana en el evento UFC on ESPN: Holm vs. Aldana el 3 de octubre de 2020. Ganó el combate por decisión unánime.
Holm se enfrentó a la brasileña Ketlen Vieira, después de un año y medio de inactividad en el evento UFC Fight Night: Holm vs. Vieira el 21 d emayo de 2022. Perdió el combate por decisión dividida.

## Campeonatos y logros

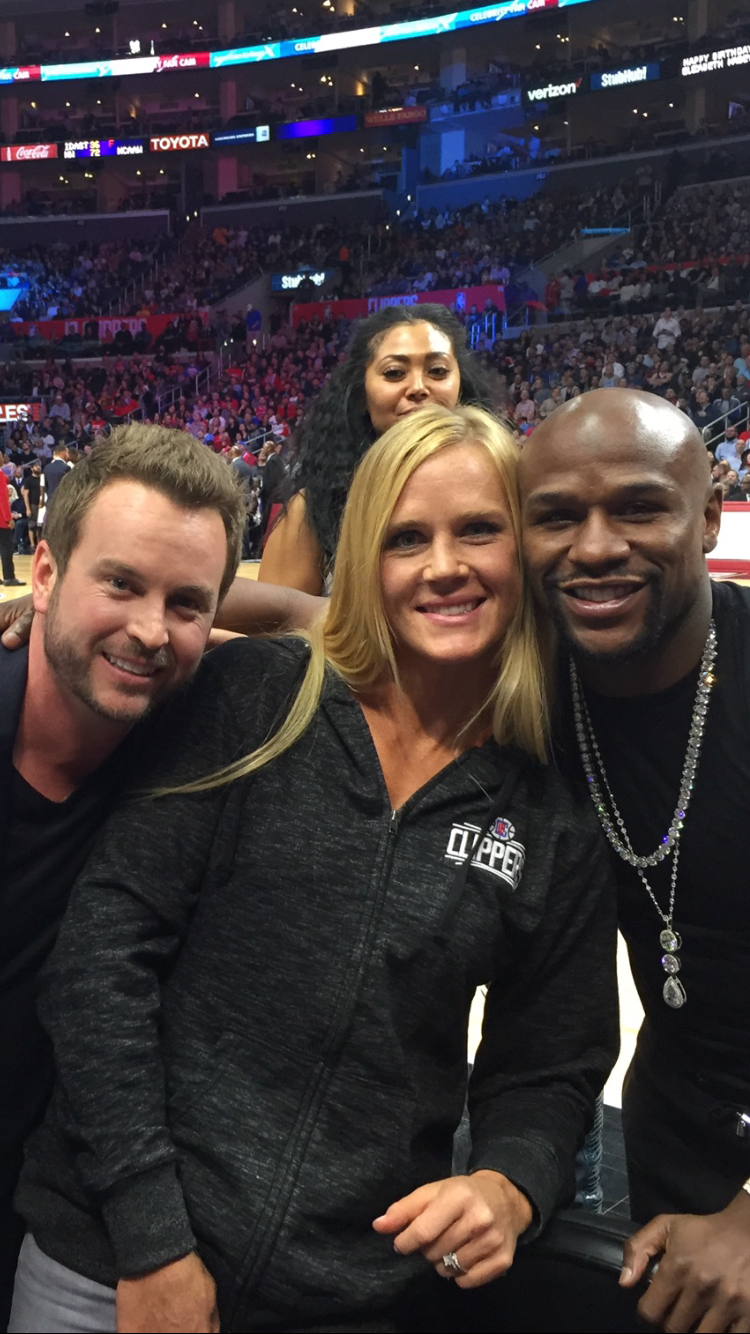
Holly Holm junto a Floyd Mayweather y Rd Whittington

| - Ultimate Fighting Championship - Campeonato de Peso Gallo (Una vez) - Actuación de la Noche (Dos veces) - Pelea de la Noche (Dos veces) - Legacy Fighting Championships - Campeonato de Peso Gallo (Una vez; primera) - WMMA Press Association - KO del Año Femenino (2013) vs. Allanna Jones - Bleacher Report - KO del Año Femenino (2013) vs. Allanna Jones - BloodyElbow.com - KO del Año Femenino (2013) vs. Allanna Jones - AwakeningFighters.com - KO del Año Femenino (2013) vs. Allanna Jones - ULTMMA.com - Prospecto del Año (2013) - Inside MMA - Estrella Naciente del Año (2013) - FightBooth.com - Premio Lady Violence (2013) | - World Boxing Federation - Campeonato Mundial de Peso Superligero (Una vez) - Campeonato Mundial de Peso Wélter (Una vez) - Boxeadora del Año (2012) - Pelea Femenina del Año (2012) vs. Anne Sophie Mathis - World Boxing Council - Campeonato Mundial de Peso Wélter (Una vez) - Campeonato Mundial de Peso Superligero (Una vez) - World Boxing Association - Campeonato Mundial de Peso Wélter (Una vez; primera) - International Boxing Association - Campeonato Mundial de Peso Wélter (Tres veces) - Campeonato Mundial de Peso Superligero (Tres veces; primera) - The Ring - Boxeadora del Año (2005) - Boxeadora del Año (2006) - New Mexico Boxing - Salón de la Fama (2013) - Boxeadora del Año (2005) - Boxeadora del Año (2006) - Boxeadora del Año (2007) - Boxeadora del Año (2008) - Boxeadora del Año (2009) - Boxeadora del Año (2010) - International Kickboxing Federation - Campeonato Nacional Amateur de Peso Wélter Ringside 2001 |

## Récord en artes marciales mixtas
| Resultado     | Récord   | Oponente             | Método                              | Evento                                  | Fecha                   | Ronda | Tiempo | Localización              | Notas |
| ------------- | -------- | -------------------- | ----------------------------------- | --------------------------------------- | ----------------------- | ----- | ------ | ------------------------- | --- |
| Derrota       | 15-7 (1) | Kayla Harrison       | Sumisión (rear-naked choke)         | UFC 300                                 | 13 de abril de 2024     | 2     | 1:47   | Las Vegas, Nevada         | |
| Sin resultado | 15-6 (1) | Mayra Bueno Silva    | Sin resultado (anulado)             | UFC on ESPN: Holm vs. Bueno Silva       | 15 de julio de 2023     | 2     | 0:38   | Las Vegas, Nevada         | Originalmente una victoria por sumisión (estrangulamiento ninja) para Bueno Silva, anulada después de que ella dio positivo por ácido ritalinico. |
| Victoria      | 15-6     | Yana Santos          | Decisión (unánime)                  | UFC on ESPN: Vera vs. Sandhagen         | 23 de marzo de 2023     | 3     | 5:00   | San Antonio, Texas        | |
| Derrota       | 14-6     | Ketlen Vieira        | Decisión (dividida)                 | UFC Fight Night: Holm vs. Vieira        | 21 de mayo de 2022      | 3     | 5:00   | Paradise, Nevada          | |
| Victoria      | 14–5     | Irene Aldana         | Decisión (unánime)                  | UFC on ESPN: Holm vs. Aldana            | 3 de octubre de 2020    | 5     | 5:00   | Abu Dabi                  | |
| Victoria      | 13–5     | Raquel Pennington    | Decisión (unánime)                  | UFC 246                                 | 18 de enero de 2020     | 3     | 5:00   | Paradise, Nevada          | |
| Derrota       | 12–5     | Amanda Nunes         | TKO (patada a la cabeza y golpes)   | UFC 239                                 | 6 de julio de 2019      | 1     | 4:10   | Paradise, Nevada          | Por el Campeonato de Peso Gallo de Mujeres de UFC.                                                                                                |
| Victoria      | 12–4     | Megan Anderson       | Decisión (unánime)                  | UFC 225                                 | 9 de junio de 2018      | 3     | 5:00   | Chicago, Illinois         | |
| Derrota       | 11–4     | Cris Cyborg          | Decisión (unánime)                  | UFC 219                                 | 30 de diciembre de 2017 | 5     | 5:00   | Las Vegas, Nevada         | Por el Campeonato de Peso Pluma de mujeres. Pelea de la Noche.                                                                                    |
| Victoria      | 11–3     | Bethe Correia        | KO (patada a la cabeza)             | UFC Fight Night: Holm vs. Correia       | 17 de junio de 2017     | 3     | 1:09   | Kallang, Singapur         | |
| Derrota       | 10–3     | Germaine de Randamie | Decisión (unánime)                  | UFC 208                                 | 11 de febrero de 2017   | 5     | 5:00   | Brooklyn, New York        | Por el Campeonato inaugural de peso pluma de mujeres.                                                                                             |
| Derrota       | 10–2     | Valentina Shevchenko | Decisión (unánime)                  | UFC on Fox: Holm vs. Shevchenko         | 23 de julio de 2016     | 5     | 5:00   | Chicago, Illinois         | |
| Derrota       | 10–1     | Miesha Tate          | Sumisión técnica (rear-naked choke) | UFC 196                                 | 5 de marzo de 2016      | 5     | 3:30   | Las Vegas, Nevada         | Perdió el Campeonato de Peso Gallo de Mujeres de UFC.                                                                                             |
| Victoria      | 10–0     | Ronda Rousey         | KO (patada a la cabeza y golpes)    | UFC 193                                 | 15 de noviembre de 2015 | 2     | 0:59   | Melbourne                 | Ganó el Campeonato de Peso Gallo de Mujeres de UFC; Actuación de la Noche; Pelea de la Noche.                                                     |
| Victoria      | 9–0      | Marion Reneau        | Decisión (unánime)                  | UFC Fight Night: Mir vs. Duffee         | 15 de julio de 2015     | 3     | 5:00   | San Diego, California     | |
| Victoria      | 8–0      | Raquel Pennington    | Decisión (dividida)                 | UFC 184                                 | 28 de febrero de 2015   | 3     | 5:00   | Los Ángeles, California   | |
| Victoria      | 7–0      | Juliana Werner       | TKO (patada a la cabeza y golpes)   | Legacy FC 30: Holm vs. Werner           | 4 de abril de 2014      | 5     | 1:50   | Albuquerque, Nuevo México | Ganó el Campeonato inaugural de Peso Gallo de Mujeres de Legacy FC.                                                                               |
| Victoria      | 6–0      | Angela Hayes         | Decisión (unánime)                  | Fresquez Productions: Havoc             | 6 de diciembre de 2013  | 3     | 5:00   | Albuquerque, Nuevo México | |
| Victoria      | 5–0      | Nikki Knudsen        | TKO (patada al cuerpo y rodillazos) | Legacy FC 24: Feist vs. Ferreira        | 11 de octubre de 2013   | 2     | 1:18   | Dallas, Texas             | |
| Victoria      | 4–0      | Allanna Jones        | KO (patada a la cabeza)             | Legacy FC 21: Huerta vs. Hobar          | 19 de julio de 2013     | 2     | 2:22   | Houston, Texas            | |
| Victoria      | 3–0      | Katie Merrill        | TKO (golpes)                        | Bellator 91                             | 28 de febrero de 2013   | 2     | 3:02   | Río Rancho, Nuevo México  | |
| Victoria      | 2–0      | Jan Finney           | TKO (patada al cuerpo)              | Fresquez Productions: Clash in the Cage | 9 de septiembre de 2011 | 3     | 2:49   | Albuquerque, Nuevo México | |
| Victoria      | 1–0      | Christina Domke      | TKO (patadas a las piernas)         | Fresquez Productions: Double Threat     | 4 de marzo de 2011      | 2     | 3:58   | Albuquerque, Nuevo México | |

## Récord en kickboxing
| Resultado | Récord | Oponente          | Método | Evento                         | Fecha               | Asalto | Tiempo | Localización              |
| --------- | ------ | ----------------- | ------ | ------------------------------ | ------------------- | ------ | ------ | ------------------------- |
| Victoria  | 2–1    | Alisa Cantwell    | TKO    | Ring of Fire 9                 | 9 de agosto de 2003 | 1      | 1:30   | Baraboo, Wisconsin        |
| Derrota   | 1–1    | Trisha Hill       | KO     | GKD Productions & Ring of Fire | 6 de abril de 2003  | 4      | N/A    | Albuquerque, Nuevo México |
| Victoria  | 1–0    | Valerie Anthonson | TKO    | World Championship Kickboxing  | 1 de junio de 2002  | 2      | N/A    | Bernalillo, Nuevo México  |